# Lijst van Stolpersteine in Rotterdam-Centrum

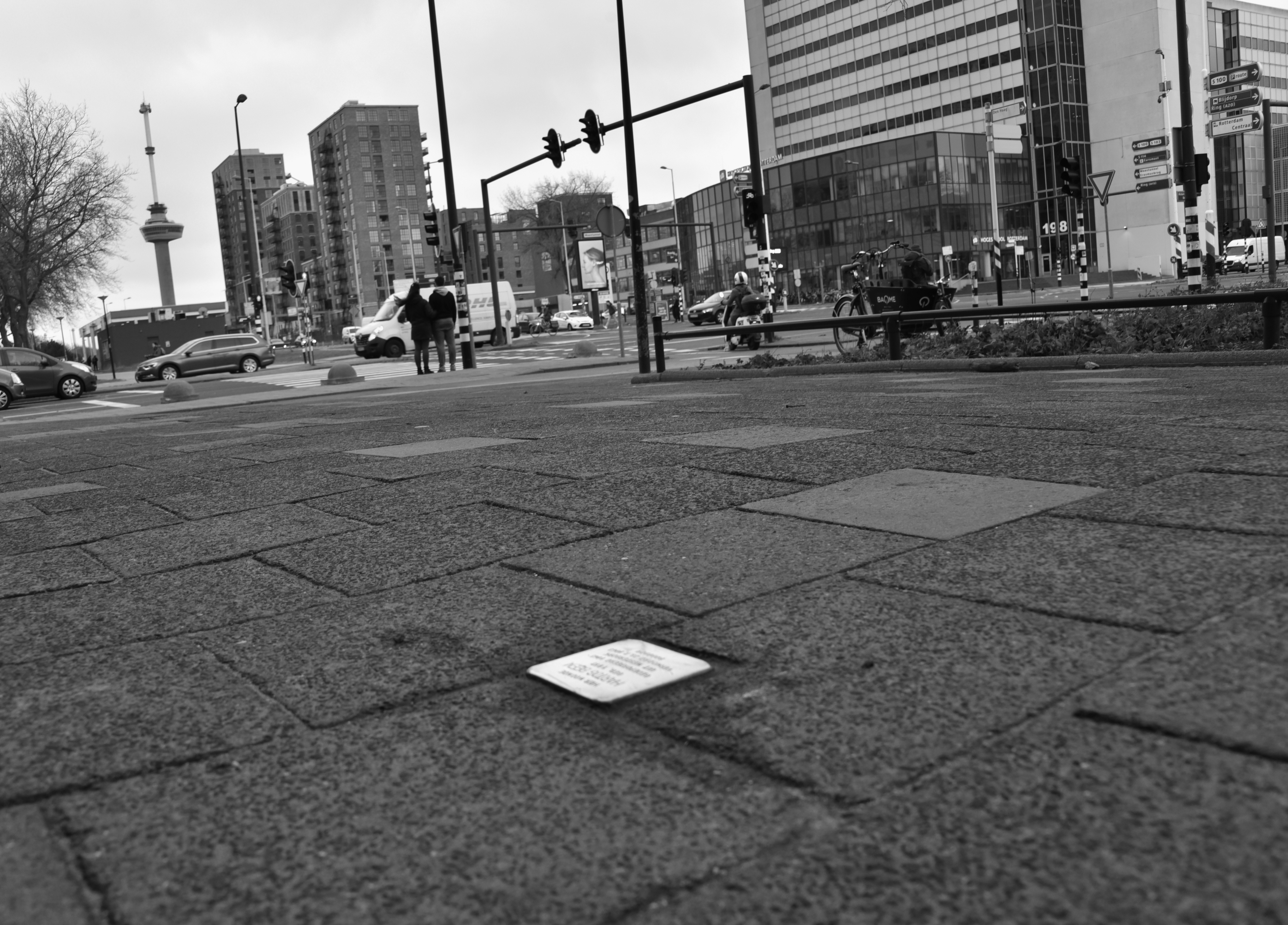
Stolperstein voor Hartog Beem

De Lijst van Stolpersteine in Rotterdam Centrum geeft een overzicht van de gedenkstenen die zijn geplaatst in Rotterdam Centrum in het kader van het Stolpersteine-project van de Duitse beeldhouwer-kunstenaar Gunter Demnig. Omdat het Stolpersteine-project doorloopt, kan deze lijst onvolledig zijn.
Stolpersteine zijn opgedragen aan slachtoffers van het nationaalsocialisme, al diegenen die zijn vervolgd, gedeporteerd, vermoord, gedwongen te emigreren of tot zelfmoord gedreven door het nazi-regime. Demnig legt voor elk slachtoffer een aparte steen, meestal voor de laatste zelfgekozen woning.

## Stolpersteine
In Rotterdam Centrum liggen 48 Stolpersteine op twintig adressen.
| afbeelding | opschrift | plaats                                 | naam, leven |
| ---------- | --- | -------------------------------------- | --- |
|            | HIER WOONDE WALTER BASCH GEB. 1922 GEDEPORTEERD 1942 UIT WESTERBORK VERMOORD 15.8.1942 AUSCHWITZ                                | Hoogstraat 79                          | Walter Basch (1922-1942) |
|            | HIER WOONDE MARY GRETA BEEK GEB. 1930 VLUCHT FRANKRIJK GEARRESTEERD GEDEPORTEERD 1942 UIT DRANCY VERMOORD 19.8.1942 AUSCHWITZ   | Rochussenstraat 51                     | Mary Greta Beek (1930-1942) |
|            | HIER WOONDE BETJE BEEK-BOSMAN GEB. 1902 VLUCHT FRANKRIJK GEARRESTEERD GEDEPORTEERD 1942 UIT DRANCY VERMOORD 19.8.1942 AUSCHWITZ | Rochussenstraat 51                     | Betje Beek-Bosman is geboren op 10 januari 1902 te Amsterdam. Zij was de dochter van Salomon Bosman en Grietje Bood. Op 17 oktober 1929 trouwde ze met David Beek, de zoon van een koopman. Het echtpaar kreeg een dochter, Mary Beek, geboren in 1930 in Rotterdam. Het gezin woonde eerst aan de Schiekade 80 in Rotterdam, daarna aan de Nieuwe Binnenweg en ten slotte aan de Rochussenstraat. Betje Beek dreef een modewinkel aan de Nieuwe Binnenweg. Haar man stierf op 27 april 1931 en liet de jonge moeder alleen achter met de dochter. Hij werd begraven op de joodse begraafplaats van Kralingen-Crooswijk. Na de invasie van nazi-Duitsland moest ze vanwege haar joodse afkomst de winkel opgeven. Op 28 mei 1942 werd ze gearresteerd door de Duitse SS. Na vijf dagen werd ze vrijgelaten. Ze besloot haar geboorteplaats te ontvluchten, samen met haar dochter en haar broer Hendrik Bosman, met Hendrik Salomon, zijn vrouw Leentje de Winter en hun dochter Grietje, toen 22 jaar oud. Ze slaagden er allemaal in om naar Frankrijk te ontsnappen, maar werden allemaal gearresteerd toen ze begin augustus 1942 Vichy Frankrijk probeerden binnen te komen. Moeder en dochter werden eerst vastgehouden in de militaire gevangenis van Orléans, daarna voor vier dagen in de interneringskamp Pithiviers en uiteindelijk Drancy transitiekamp in Noord-Frankrijk. Beiden werden op 17 augustus 1942 met transportnr. 20. Direct na hun aankomst in Auschwitz werden Betje Beek-Bosman en haar dochter van 12 jaar door het naziregime vermoord in een gaskamer. |
|            | HIER WOONDE HARTOG BEEM GEB. 1913 GEDEPORTEERD 1943 UIT WESTERBORK VERMOORD 23.7.1943 SOBIBOR                                   | 's Gravendijkwal 160e                  | Hartog Beem (1913-1943) |
|            | HIER WOONDE ROOSJE BEKER VAN GELDEREN GEB. 1899 GEDEPORTEERD 1942 UIT WESTERBORK VERMOORD 14.10.1942 AUSCHWITZ                  | Nieuwe Binnenweg 42                    | Roosje Beker-van Gelderen (1899-1942) |
|            | HIER WOONDE SOPHIA BOOD- VAN DER STAM GEB. 1871 GEDEPORTEERD 1942 UIT WESTERBORK VERMOORD 7.9.1942 AUSCHWITZ                    | Rochussenstraat 77c                    | Sophia Bood-van der Stam (1871-1942) |
|            | HIER WOONDE JUDITH BOSBOOM GEB. 1924 GEDEPORTEERD 1942 UIT WESTERBORK VERMOORD 1.9.1942 AUSCHWITZ                               | Goudsesingel 513 (vroeger Boschje 19a) | Judith Bosboom (1924-1942) |
|            | HIER WOONDE NATHAN BOSBOOM GEB. 1894 GEDEPORTEERD 1942 UIT WESTERBORK VERMOORD 1.9.1942 AUSCHWITZ                               | Goudsesingel 513 (vroeger Boschje 19a) | Nathan Bosboom (1894-1942) |
|            | HIER WOONDE MATJE BOSBOOM- VAN DAM GEB. 1899 GEDEPORTEERD 1942 UIT WESTERBORK VERMOORD 1.9.1942 AUSCHWITZ                       | Goudsesingel 513 (vroeger Boschje 19a) | Matje Bosboom-van Dam (1899-1942) |
|            | HIER WOONDE ADOLF LOUIS VAN DAM GEB. 1900 GEDEPORTEERD 1942 UIT WESTERBORK VERMOORD 30-9-1942 AUSCHWITZ                         | Breitnerstraat 61b                     | Adolf Louis van Dam (1900-1942) |
|            | HIER WOONDE ROSE CARRY VAN DAM GEB. 1930 GEDEPORTEERD 1942 UIT WESTERBORK VERMOORD 5-8-1942 AUSCHWITZ                           | Breitnerstraat 61b                     | Rose Carry van Dam (1930-1942) |
|            | HIER WOONDE REINA VAN DAM-REENS GEB. 1905 GEDEPORTEERD 1942 UIT WESTERBORK VERMOORD 5-8-1942 AUSCHWITZ                          | Breitnerstraat 61b                     | Reina van Dam-Reens (1905-1942) |
|            | HIER WOONDE HERMAN BENJAMIN DASBERG GEB. 1909 GEDEPORTEERD 1942 UIT WESTERBORK VERMOORD 30-9-1942 AUSCHWITZ                     | Bloemstraat 77a                        | Herman Benjamin Dasberg (1909-1942) |
|            | HIER WOONDE ISAAC DASBERG GEB. 1935 GEDEPORTEERD 1942 UIT WESTERBORK VERMOORD 9-8-1942 AUSCHWITZ                                | Bloemstraat 77a                        | Isaac Dasberg (1935-1942) |
|            | HIER WOONDE RACHEL DASBERG- DE VRIES GEB. 1913 GEDEPORTEERD 1942 UIT WESTERBORK VERMOORD 9-8-1942 AUSCHWITZ                     | Bloemstraat 77a                        | Rachel Dasberg-de Vries (1913-1942) |
|            | HIER WOONDE JOHANNA EHRLICH-BOOD GEB. 1873 GEDEPORTEERD 1942 UIT WESTERBORK VERMOORD 7.9.1942 AUSCHWITZ                         | Rochussenstraat 77c                    | Johanna Ehrlich-Bood (1873-1942) |
|            | HIER WOONDE EVA GOSSCHALK GEB. 1878 GEDEPORTEERD 1942 UIT WESTERBORK VERMOORD 15.10.1942 AUSCHWITZ                              | West Kruiskade 60a                     | Eva Gossschalk (1878-1942) |
|            | HIER WOONDE PHILLIPPUS GOSSCHALK GEB. 1884 GEDEPORTEERD 1942 UIT WESTERBORK VERMOORD 28.2.1943 AUSCHWITZ                        | West Kruiskade 60a                     | Phillippus Gossschalk (1884-1942) |
|            | HIER WOONDE ARTHUR GOUDSMID GEB. 1928 GEDEPORTEERD 1942 UIT WESTERBORK VERMOORD 15.10.1942 AUSCHWITZ                            | Batavierenstraat 24b                   | Arthur Goudsmid (1928-1942) |
|            | HIER WOONDE MOZES LION GOUDSMID GEB. 1879 GEDEPORTEERD 1942 UIT WESTERBORK VERMOORD 15.10.1942 AUSCHWITZ                        | Batavierenstraat 24b                   | Mozes Lion Goudsmid (1879-1942) |
|            | HIER WOONDE RICHARD GOUDSMID GEB. 1924 GEDEPORTEERD 1942 UIT WESTERBORK VERMOORD 28.2.1943 AUSCHWITZ                            | Batavierenstraat 24b                   | Richard Goudsmid (1924-1943) |
|            | HIER WOONDE SIENTJE GOUDSMID GEB. 1914 GEDEPORTEERD 1942 UIT WESTERBORK VERMOORD 9.11.1942 AUSCHWITZ                            | Batavierenstraat 24b                   | Sientje Goudsmid (1914-1942) |
|            | HIER WOONDE LOUISA GOUDSMID -BENJAMINS GEB. 1888 GEDEPORTEERD 1942 UIT WESTERBORK VERMOORD 15.10.1942 AUSCHWITZ                 | Batavierenstraat 24b                   | Louisa Goudsmid-Benjamins (1888-1942) |
|            | HIER WOONDE ISRAEL VAN DER HAL GEB. 1898 GEDEPORTEERD 1944 UIT WESTERBORK VERMOORD 26.2.1945 BERGEN-BELSEN                      | Calandstraat 32c                       | Israël van der Hal (1898-1945) |
|            | HIER WOONDE GYPSY HELENE VAN DER HAL-COOPER GEB. 1897 GEDEPORTEERD 1944 UIT WESTERBORK OVERLEDEN 23.4.1945 TRÖBITZ              | Calandstraat 32c                       | Gypsy Helene van der Hal-Cooper (1897-1945) |
|            | HIER WOONDE ANDRIES VAN HASSELT GEB. 1931 GEDEPORTEERD 1943 UIT WESTERBORK VERMOORD 21.5.1943 SOBIBOR                           | Diergaardesingel 79b                   | Andries van Hasselt (11.4.1931 te Rotterdam) |
|            | HIER WOONDE ASSCHER LAZARUS VAN HASSELT GEB. 1887 GEDEPORTEERD 1943 UIT WESTERBORK VERMOORD 21.5.1943 SOBIBOR                   | Diergaardesingel 79b                   | Asscher Lazarus van Hasselt (1.8.1887 te Appingedam) |
|            | HIER WOONDE LEVIE VAN HASSELT GEB. 1911 GEDEPORTEERD 1942 UIT WESTERBORK VERMOORD 30.9.1942 AUSCHWITZ                           | Ochterveltstraat 24b                   | Levie van Hasselt (4.12.1911 te Groningen) |
|            | HIER WOONDE RACHEL VAN HASSELT GEB. 1921 GEDEPORTEERD 1943 UIT WESTERBORK VERMOORD 26.1.1943 AUSCHWITZ                          | Diergaardesingel 79b                   | Rachel van Hasselt (11.4.1921 te Groningen) |
|            | HIER WOONDE SARA VAN HASSELT GEB. 1937 GEDEPORTEERD 1942 UIT WESTERBORK VERMOORD 5.8.1942 AUSCHWITZ                             | Ochterveltstraat 24b                   | Sara van Hasselt (8.10.1937 te Rotterdam) |
|            | HIER WOONDE SARA VAN HASSELT -VAN DAM GEB. 1889 GEDEPORTEERD 1943 UIT WESTERBORK VERMOORD 21.5.1943 SOBIBOR                     | Diergaardesingel 79b                   | Sara van Hasselt-van Dam (22.7.1889 te Groningen) |
|            | HIER WOONDE HEINTJE VAN HASSELT -SCHELLENBERG GEB. 1915 GEDEPORTEERD 1942 UIT WESTERBORK VERMOORD 5.8.1942 AUSCHWITZ            | Ochterveltstraat 24b                   | Heintje van Hasselt-Schellenberg (12.5.1915 te Rotterdam) |
|            | HIER WOONDE HEIMAN HERMER GEB. 1886 GEDEPORTEERD 1942 UIT WESTERBORK VERMOORD 1.10.1942 AUSCHWITZ                               | Kortenaerstraat 63                     | Heiman Hermer (1886-1942) |
|            | HIER WOONDE ABRAHAM DE LEEUW GEB. 1915 GEDEPORTEERD 1943 UIT WESTERBORK VERMOORD 9-7-1943 SOBIBOR                               | Breitnerstraat 59b                     | Abraham de Leeuw (1915-1943) |
|            | HIER WOONDE ARIE DE LEEUW GEB. 1881 ONDERGEDOKEN VERMOORD 18-3-1944 ROTTERDAM                                                   | Breitnerstraat 59b                     | Arie de Leeuw (1881-1944) |
|            | HIER WOONDE PHILIP LEZER GEB. 1884 GEDEPORTEERD 1943 UIT WESTERBORK VERMOORD 23.4.1943 SOBIBOR                                  | 1e Middellandstraat 25a                | Philip Lezer (1884-1943) |
|            | HIER WOONDE HANNA LEZER-HUISMAN GEB. 1891 GEDEPORTEERD 1943 UIT WESTERBORK VERMOORD 23.4.1943 SOBIBOR                           | 1e Middellandstraat 25a                | Hanna Lezer-Huisman (1891-1943) |
|            | HIER WOONDE JOSEPH VAN MOPPES GEB. 1890 GEDEPORTEERD 1944 UIT WESTERBORK VERMOORD 3.5.1944 AUSCHWITZ                            | Veerhaven 17                           | Joseph van Moppes (1890-1944) |
|            | HIER WOONDE KAATJE OSSENDRIJVER-BLOM GEB. 1894 GEDEPORTEERD 1942 UIT WESTERBORK VERMOORD 30.9.1942 AUSCHWITZ                    | Oude Binnenweg 105a                    | Kaatje Ossendrijver-Blom (1894-1942) |
|            | HIER WOONDE DUIFJE AALTJE VAN DER SLUIS GEB. 1931 GEDEPORTEERD 1942 UIT WESTERBORK VERMOORD 10.8.1942 AUSCHWITZ                 | Schietbaanstraat 13b                   | Duifje Aaltje van der Sluis (1931-1942) |
|            | HIER WOONDE HENRI BENJAMIN VAN DER SLUIS GEB. 1927 GEDEPORTEERD 1942 UIT WESTERBORK VERMOORD 10.8.1942 AUSCHWITZ                | Schietbaanstraat 13b                   | Henri Benjamin van der Sluis (1927-1942) |
|            | HIER WOONDE MARCUS LEENDERT VAN DER SLUIS GEB. 1898 GEDEPORTEERD 1942 UIT WESTERBORK VERMOORD 21.8.1942 AUSCHWITZ               | Schietbaanstraat 13b                   | Marcus Leendert van der Sluis (1898-1942) |
|            | HIER WOONDE ELIZABETH VAN DER SLUIS- VAN GELDER GEB. 1897 GEDEPORTEERD 1942 UIT WESTERBORK VERMOORD 10.8.1942 AUSCHWITZ         | Schietbaanstraat 13b                   | Elizabeth van der Sluis-van Gelder (1897-1942) |
|            | HIER WOONDE ABRAHAM ICEK TUSCHINSKI GEB. 1886 GEDEPORTEERD 1942 UIT WESTERBORK VERMOORD 17.9.1942 AUSCHWITZ                     | Rochussenstraat 77c                    | Abraham Icek Tuschinski (1886-1942) |
|            | HIER WOONDE MARIEM ESTERA TUSCHINSKI-EHRLICH GEB. 1885 GEDEPORTEERD 1942 UIT WESTERBORK VERMOORD 17.9.1942 AUSCHWITZ            | Rochussenstraat 77c                    | Mariem Estera Tuschinski-Ehrlich (1885-1942) |
|            | HIER WOONDE DAVID WESSEL GEB. 1906 GEDEPORTEERD 1942 UIT AMERSFOORT VERMOORD 2.2.1943 AUSCHWITZ                                 | Drievriendenstraat 38                  | David Wessel (1906-1944) |
|            | HIER WOONDE LEON WESSEL GEB. 1879 GEDEPORTEERD 1942 UIT WESTERBORK VERMOORD 15.10.1942 AUSCHWITZ                                | Drievriendenstraat 38                  | Leon Wessel (1879-1942) |
|            | HIER WOONDE MIETJE WESSEL- SLIER GEB. 1883 GEDEPORTEERD 1943 UIT WESTERBORK VERMOORD 5.3.1943 SOBIBOR                           | Drievriendenstraat 38                  | Mietje Wessel-van Slier (1883-1943) |

## Data van plaatsingen
- 2012: Nieuwe Binnenweg 42, 1e Middellandstraat 25a
- 2014: 's Gravendijkwal 160e, Oude Binnenweg 105a, Rochussenstraat 77c, Schietbaanstraat 13b
- 2015: Goudsesingel 513
- 9 februari 2017: Drievriendenstraat 38, Kortenaerstraat 63
- 4 mei 2017: Calandstraat 32c
- 8 mars 2019: Diergaardesingel 79b, Ochterveltstraat 24b
- November 2022: Bloemstraat 77a

onbekend
1. Breitnerstraat 59b en 61b
2. Rochussenstraat 51 (before 11 June 2011)
3. Veerhaven 17